# Những người dân quê tôi
Những người dân quê tôi là một bộ phim tài liệu Việt Nam sản xuất bởi Xưởng phim điện ảnh Giải Phóng khu V, do Trần Văn Thủy làm đạo diễn và là tác phẩm đầu tay của ông. Phim công chiếu lần đầu vào năm 1970 và đã giành giải thưởng điện ảnh lớn ở trong nước và quốc tế.

## Nội dung
Phim tường thuật lại cuộc sống chiến đấu và câu chuyện của những người dân sinh sống tại tỉnh Quảng Đà dưới thời Chiến tranh Việt Nam, trong đó là một nhà sư tạm rời xa cửa Phật để vào đội du kích; cô du kích với nửa khuôn mặt hủy hoại bởi chiến tranh vẫn hồn nhiên yêu đời; hay chú bé giao liên mới 14 tuổi nhưng đã mang nặng mối thù bị giặc Mỹ tàn sát gia đình...

## Sản xuất
Giữa năm 1965, Trần Văn Thủy gia nhập lớp quay phim Trường Điện ảnh Việt Nam. Tuy nhiên chỉ sau một nửa khóa, tới khoảng tháng 8 năm 1966 ông đã bị cử vào B (miền Nam) để làm phóng viên quay phim chiến tranh, bất chấp vấn đề lý lịch gia đình và thực tế Trần Văn Thủy mới chỉ động đến máy quay đúng hai lần. Ông làm phóng viên tại Ban Tuyên huấn Khu V từ năm 1966 đến 1969, địa bàn hoạt động chủ yếu là tỉnh Quảng Đà. Những ngày đầu đến đây, thay vì làm công việc chính là quay phim thì Trần Văn Thủy đi làm nương rẫy để tích lương thực. Phải đến vài tháng sau đó, ông mới được điều xuống đồng bằng và bắt đầu ghi lại những thước phim đầu tiên từ dòng sông Thu Bồn. Một người phụ trách điện ảnh của ban tuyên huấn đã giao cho Trần Văn Thủy 30 hộp phim màu Agfacolor của Tây Đức và một máy quay 16 mm chất lượng tốt; số phim và máy này đều do một đoàn làm phim Trung Quốc để lại.
Bối cảnh chính bộ phim được chọn tại khu chợ Bàn Thạch. Nhiều mảnh đời của cư dân tại Quảng Đà đã được Trần Văn Thủy sưu tầm và ghi lại trong phim. Hầu hết những người từng xuất hiện trong phim sau này đã qua đời trong chiến tranh, duy có cô chiến sĩ tên Văn Thị Xoa là còn sống nhưng với một nửa khuôn mặt bị hủy hoại bởi đạn của địch. Liệt sĩ, nhà thơ Triều Phương cũng là người đồng hành cùng Trần Văn Thủy trong quá trình hoạt động tại đây và về sau đã được ghi danh vào đồng biên kịch của bộ phim. Với sự hỗ trợ từ chính quyền và những người dân địa phương, ông đã dành rất nhiều công sức để hoàn thành công việc mặc cho điều kiện sinh hoạt khó khăn, và đến năm 1969 thì nhận nhiệm vụ cõng 27 hộp phim ông đã quay ra Bắc vì không đủ sức khỏe để ở lại chiến trường. Trong quá trình di chuyển, Trần Văn Thủy có lúc bị sốt nặng tưởng sắp chết, rồi khi về đến nơi cân nặng còn 42 kg và phải vào viện chữa trị thời gian dài.
Khi đem phim ra Bắc nộp cho Cục Điện ảnh, Trần Văn Thủy đã sớm vấp phải nhiều rắc rối ở khâu tráng phim. Việc tráng phim của ông gặp khó khăn do đây là phim màu Agfacolor, vốn không thể tráng với kĩ thuật của miền Bắc Việt Nam đương thời. Một luồng dư luận lúc ấy đã cáo buộc ông là "B quay" (đào ngũ), vin vào lý do phim không tráng được cho rằng Trần Văn Thủy chỉ "bấm cho hết" số phim được giao để ra Bắc; có người từng định bỏ toàn bộ số cuộn phim này để lấy hộp sạc phim gửi vào chiến trường B. Nhà quay phim Nguyễn Thế Đoàn, người được Trần Văn Thủy tin tưởng giao nhiệm vụ tráng phim, đã nỗ lực tìm cách tráng phim trong suốt ba tháng liền nhằm minh oan cho đồng nghiệp. Cuối cùng, ông pha thuốc và tráng phim theo kiểu tráng trực hình, là một cách tráng trắng đen dù phim là phim màu. Trong quá trình tráng, nhiều đoạn phim đã vô tình bị tráng ẩu bởi các nhân viên khác dẫn đến sự xuất hiện của hiệu ứng chớp chớp tại những cảnh phim. Trần Văn Thủy khi biên tập phim định cắt bỏ toàn bộ các cảnh lỗi này nhưng được ông Đoàn khuyên giữ lại vì "cảm giác rất lạ" mà nó đem lại. Trần Văn Thủy tiếp tục công việc biên tập, chỉnh lý nội dung phim rồi đặt tên tác phẩm đầu tay là Những người dân quê tôi.

## Công chiếu và tiếp nhận
Bộ phim đã có buổi ra mắt đầu tiên tại số 22 phố Hai Bà Trưng. Một số văn nghệ sĩ cách mạng đã có mặt trong buổi chiếu này, gồm nhạc sĩ Phan Huỳnh Điểu, Hà Mậu Nhai cùng tập thể nhân viên Xưởng phim Giải Phóng khu V. Những người dân quê tôi nhanh chóng được in ra nhiều bản để chiếu cho đông đảo người xem ở những nơi khác nhau, cả ở trong chiến trường. Nhà nước sau đó cũng gửi phim đi tham dự Liên hoan phim tài liệu quốc tế DOK Leipzig và những liên hoan phim khác thuộc khối xã hội chủ nghĩa. Tại DOK Leipzig, phim đã được trao giải Bồ câu Bạc bởi hội đồng ban giám khảo trong đó có Roman Karmen, đáng chú ý là nhờ vào những cảnh tráng hỏng được khen ngợi của phim. Đến năm 1973, phim đoạt giải Bông sen bạc tại Liên hoan phim Việt Nam năm 1973 nhân kỉ niệm 20 năm điện ảnh cách mạng Việt Nam.
Viết trong cuốn Lịch sử điện ảnh cách mạng Việt Nam năm 1983, nhà biên kịch Bành Bảo đã so sánh bộ phim với phim tài liệu đoạt giải Bồ câu Vàng Liên hoan phim Leipzig 1967 Du kích Củ Chi, theo đó chỉ ra sự tương đồng trong chủ đề giữa hai bộ phim nhưng ở Những người dân quê tôi thì hướng tiếp cận lại vào những câu chuyện nhẹ nhàng hơn, "không quyết liệt như những nhân vật trong Du kích Củ Chi" mà "bắt nguồn từ cả một quá trình suy nghĩ, từng trải và giác ngộ". Tác giả cũng đề cập đến hạn chế về mặt kỹ thuật do hoàn cảnh chiến tranh, nhưng nhấn mạnh tính chân thật mà nó đem lại cho người xem, mang dấu ấn của "Quảng Nam – Đà Nẵng anh dũng kiên cường, đi đầu diệt Mỹ".
Năm 2021, bộ phim đã được đưa vào hồ sơ xét tặng Giải thưởng Hồ Chí Minh về văn học, nghệ thuật ở lĩnh vực điện ảnh cho đạo diễn Trần Văn Thủy nhưng không được chấp thuận bởi hội đồng xét duyệt.

## Giải thưởng
| Năm  | Giải thưởng                       | Hạng mục                                                   | Đề cử                   | Kết quả      | Tham khảo     |
| ---- | --------------------------------- | ---------------------------------------------------------- | ----------------------- | ------------ | ------------- |
| 1970 | Giải thưởng Nguyễn Đình Chiểu     | Phim tài liệu                                              | Những người dân quê tôi | Đoạt giải    | [ 27 ] [ 28 ] |
| 1970 | DOK Leipzig                       | Phim tài liệu                                              | Những người dân quê tôi | Bồ câu Bạc   | [ 29 ] [ 30 ] |
| 1973 | Liên hoan phim Việt Nam lần thứ 2 | Phim tài liệu (kỉ niệm 20 năm điện ảnh cách mạng Việt Nam) | Những người dân quê tôi | Bông sen bạc | [ 31 ] [ 32 ] |